# Premier League (Soedan)
De Premier League is de hoogste voetbaldivisie van Soedan. De competitie werd opgericht 1962.

## Titels per club
| Club             | stad       | Titels | Seizoenen |
| ---------------- | ---------- | ------ | --- |
| Al-Hilal Club    | Omdurman   | 31     | 1962, 1964, 1965, 1966, 1967, 1970, 1973, 1981, 1983, 1984, 1986, 1987, 1991, 1994, 1995, 1996, 1998, 1999, 2003, 2004, 2005, 2006, 2007, 2009, 2010, 2010, 2014, 2016, 2017, 2018 |
| Al-Merreikh SC   | Omdurman   | 17     | 1971, 1972, 1974, 1977, 1982, 1985, 1990, 1993, 1997, 2000, 2001, 2002, 2008, 2011, 2013, 2015, 2018/19                                                                            |
| Al-Mourada SC    | Omdurman   | 2      | 1968, 1988 |
| Burri SC         | Khartoum   | 1      | 1969 |
| Hilal Alsahil SC | Port Sudan | 1      | 1992 |

## Kampioenschappen
- 1962 : Al-Hilal Omdurman
- 1963 : geen kampioenschap
- 1964 : Al-Hilal Omdurman
- 1965 : Al-Hilal Omdurman
- 1966 : Al-Hilal Omdurman
- 1967 : Al-Hilal Omdurman
- 1968 : Al Mourada Omdurman
- 1969 : Burri Khartoum
- 1970 : Al-Merreikh
- 1971 : Al-Merreikh
- 1972 : Al-Merreikh
- 1973 : Al-Merreikh
- 1974 : Al-Hilal Omdurman, Al-Merreikh
- 1975 : Al-Merreikh
- 1976 : geen kampioenschap
- 1977 : Al-Merreikh
- 1978 : Al-Merreikh
- 1979 : geen kampioenschap
- 1980 : geen kampioenschap
- 1981 : Al-Hilal Omdurman
- 1982 : Al-Merreikh
- 1983 : Al-Hilal Omdurman
- 1984 : Al-Hilal Omdurman
- 1985 : Al-Merreikh
- 1986 : Al-Hilal Omdurman
- 1987 : Al-Hilal Omdurman
- 1988 : Al-Hilal Omdurman
- 1989 : Al-Hilal Omdurman
- 1990 : Al-Merreikh
- 1991 : Al-Hilal Omdurman
- 1992 : Al Hilal Port-Sudan
- 1993 : Al-Merreikh
- 1994 : Al-Hilal Omdurman
- 1995 : Al-Hilal Omdurman
- 1996 : Al-Hilal Omdurman
- 1997 : Al-Merreikh
- 1998 : Al-Hilal Omdurman
- 1999 : Al-Hilal Omdurman
- 2000 : Al-Merreikh
- 2001 : Al-Merreikh
- 2002 : Al-Merreikh
- 2003 : Al-Hilal Omdurman
- 2004 : Al-Hilal Omdurman
- 2005 : Al-Hilal Omdurman
- 2006 : Al-Hilal Omdurman
- 2007 : Al-Hilal Omdurman
- 2008 : Al-Merreikh
- 2009 : Al-Hilal Omdurman
- 2010 : Al-Hilal Omdurman
- 2011 : Al-Merreikh
- 2012 : Al-Hilal Omdurman
- 2013 : Al-Merreikh
- 2014 : Al-Hilal Omdurman
- 2015 : Al-Merreikh
- 2016 : Al-Hilal Omdurman
- 2017 : Al-Hilal Omdurman
- 2018 : Al-Hilal Omdurman
- 2018/19 : Al-Merreikh

1962 · 1963 · 1964 · 1965 · 1966 · 1967 · 1968 · 1969 · 1970 · 1971 · 1972 · 1973 · 1974 · 1975 · 1976 · 1977 · 1978 · 1979 · 1980 · 1981 · 1982 · 1983 · 1984 · 1985 · 1986 · 1987 · 1988 · 1989 · 1990 · 1991 · 1992 · 1993 · 1994 · 1995 · 1996 · 1997 · 1998 · 1999 · 2000 · 2001 · 2002 · 2003 · 2004 · 2005 · 2006 · 2007 · 2008 · 2009 · 2010 · 2011 · 2012 · 2013 · 2014 · 2015 · 2016 · 2017 · 2018 · 2019 · 2020 · 2021